# Boncourt, Meurthe-et-Moselle
Boncourt är en kommun i departementet Meurthe-et-Moselle i regionen Grand Est (tidigare regionen Lorraine) i nordöstra Frankrike. Kommunen ligger i kantonen Conflans-en-Jarnisy som tillhör arrondissementet Briey. År 2022 hade Boncourt 176 invånare.

## Befolkningsutveckling
Antalet invånare i kommunen Boncourt
| Referens: INSEE |